# Ruthven (Iowa)
Ruthven es una ciudad ubicada en el condado de Palo Alto en el estado estadounidense de Iowa. En el Censo de 2010 tenía una población de 737 habitantes y una densidad poblacional de 679,13 personas por km².

## Geografía
Ruthven se encuentra ubicada en las coordenadas 43°7′48″N 94°53′54″O / 43.13000, -94.89833. Según la Oficina del Censo de los Estados Unidos, Ruthven tiene una superficie total de 1.09 km², de la cual 1.09 km² corresponden a tierra firme y (0%) 0 km² es agua.

## Demografía
Según el censo de 2010, había 737 personas residiendo en Ruthven. La densidad de población era de 679,13 hab./km². De los 737 habitantes, Ruthven estaba compuesto por el 99.05% blancos, el 0% eran afroamericanos, el 0.54% eran amerindios, el 0% eran asiáticos, el 0% eran isleños del Pacífico, el 0% eran de otras razas y el 0.41% pertenecían a dos o más razas. Del total de la población el 0.81% eran hispanos o latinos de cualquier raza.